# Brett Emerton
Brett Emerton (ur. 22 lutego 1979 w Bankstown) – piłkarz australijski, który grał na pozycji pomocnika lub obrońcy.

## Kariera klubowa
Emerton pochodzi z Nowej Południowej Walii. Karierę zaczynał w Sydney, w tamtejszym klubie o nazwie Sydney Olympic. Już wtedy był młodym obiecującym obrońcą. Na Igrzyskach Olimpijskich w 2000 w Sydney wypatrzyli go skauci Feyenoord i Emerton od sezonu 2000/2001 był już zawodnikiem z klubu z Rotterdamu. Tam radził sobie bardzo dobrze będąc jednym z najlepszych bocznych obrońców w Eredivisie. Największy sukces osiągnięty z Feyenoordem to zdobycie Pucharu UEFA w 2002 roku, w którym to holenderski zespół pokonał w finale Borussię Dortmund a Emerton znacząco przyczynił się do tego sukcesu. W 2003 roku opuścił Holandię i za 3 mln euro trafił do angielskiego Blackburn Rovers. Tam także jest czołowym zawodnikiem i od 3 sezonów wybiega w podstawowym składzie drużyny zarówno w Premier League, jak i Pucharze UEFA, w którym grał z Blackburn w sezonie 2003/2004.
| Sezon                            | Klub                             | Kraj                             | Rozgrywki                        | Mecze | Bramki |
| -------------------------------- | -------------------------------- | -------------------------------- | -------------------------------- | ----- | ------ |
| 1996/97                          | Sydney Olympic                   | Australia                        | National Soccer League           | 18    | 2      |
| 1997/98                          | Sydney Olympic                   | Australia                        | National Soccer League           | 24    | 3      |
| 1998/99                          | Sydney Olympic                   | Australia                        | National Soccer League           | 21    | 2      |
| 1999/00                          | Sydney Olympic                   | Australia                        | National Soccer League           | 31    | 9      |
| 2000/01                          | Feyenoord                        | Holandia                         | Eredivisie                       | 28    | 2      |
| 2001/02                          | Feyenoord                        | Holandia                         | Eredivisie                       | 31    | 6      |
| 2002/03                          | Feyenoord                        | Holandia                         | Eredivisie                       | 33    | 3      |
| 2003/04                          | Blackburn Rovers                 | Anglia                           | Premier League                   | 37    | 2      |
| 2004/05                          | Blackburn Rovers                 | Anglia                           | Premier League                   | 37    | 4      |
| 2005/06                          | Blackburn Rovers                 | Anglia                           | Premier League                   | 30    | 1      |
| 2006/07                          | Blackburn Rovers                 | Anglia                           | Premier League                   | 34    | 0      |
| 2007/08                          | Blackburn Rovers                 | Anglia                           | Premier League                   | 33    | 1      |
| 2008/09                          | Blackburn Rovers                 | Anglia                           | Premier League                   | 20    | 1      |
| 2009/10                          | Blackburn Rovers                 | Anglia                           | Premier League                   | 24    | 0      |
| 2010/11                          | Blackburn Rovers                 | Anglia                           | Premier League                   | 30    | 4      |
| 2011/12                          | Sydney FC                        | Australia                        | A-League                         | 25    | 4      |
| 2012/13                          | Sydney FC                        | Australia                        | A-League                         | 22    | 3      |
| 2013/14                          | Sydney FC                        | Australia                        | A-League                         | 9     | 0      |
| Łącznie w National Soccer League | Łącznie w National Soccer League | Łącznie w National Soccer League | Łącznie w National Soccer League | 119   | 20     |
| Łącznie w Eredivisie             | Łącznie w Eredivisie             | Łącznie w Eredivisie             | Łącznie w Eredivisie             | 92    | 11     |
| Łącznie w Premier League         | Łącznie w Premier League         | Łącznie w Premier League         | Łącznie w Premier League         | 245   | 13     |
| Łącznie w A-League               | Łącznie w A-League               | Łącznie w A-League               | Łącznie w A-League               | 56    | 7      |

Źródła: Australian Player Database (ang.), National Football Teams (ang.)

## Kariera reprezentacyjna
W reprezentacji Australii Emerton debiutował 7 lutego 1998 roku w przegranym 0:1 meczu z reprezentacją Chile. Na wspomnianych Igrzyskach Olimpijskich w 2000 w Sydney Emerton był kapitanem. W 2002 roku został uznany najlepszym piłkarzem w strefie Oceanii. Zagrał w obu barażowych meczach z reprezentacją Urugwaju i walnie przyczynił się do awansu „Soceroos” na Mistrzostwa Świata w Niemczech. Został powołany przez Guusa Hiddinka do 23-osobowej kadry na te mistrzostwa. W meczach grupowych zagrał we wszystkich 3 meczach wychodząc w pierwszej jedenastce, ale w ostatnim z reprezentacją Chorwacji, zremisowanym 2:2, dostał czerwoną kartkę (za 2 żółte). Pomógł reprezentacji Australii w historycznym awansie do 1/8 finału Mistrzostw Świata, w którym jednak nie wystąpił właśnie z powodu kartek.